# Denard Robinson
(en) Statistiques sur pro-football-reference
Denard Robinson, surnommé Shoelace, né le 22 septembre 1990 à Deerfield Beach, en Floride, est un joueur américain de football américain.

## Biographie
Après une brillante carrière universitaire notamment comme quarterback aux Wolverines du Michigan, il est drafté en 2013 par les Jaguars de Jacksonville au 5e tour, à la 135e position au total. Joueur polyvalent, il a été le quarterback titulaire de son équipe universitaire mais aussi joué comme running back, wide receiver et retourneur de coups de pied bien qu'il ait été drafté comme running back.
En tant que joueur universitaire, il obtenu de nombreuses récompenses et battu de nombreux records. Il est notamment le quarterback ayant le plus gagné de yards à la course de toute la première division universitaire de la NCAA (FBS). Il est également le premier joueur à parcourir plus de 1500 yards tant à la course qu'à la passe. Ses statistiques notamment de la Saison 2010 en tant que meilleur coureur et meilleur joueur offensif de la saison lui ont valu des récompenses et notamment d'être sélection dans la première équipe-type universitaire de l'ensemble du pays.